# Il sogno di Dickens
Il sogno di Dickens è un celebre dipinto incompiuto di R.W. Buss, conservato nel Charles Dickens Museum. Il quadro ritrae lo scrittore Charles Dickens nel suo studio a Gads Hill Place attorniato da molti dei personaggi da lui creati, che balenano nell'aria come estensione della sua psiche.
Robert William Buss venne incaricato dall'editore di Dickens di creare due illustrazioni dopo che il principale illustratore, Robert Seymour, aveva commesso suicidio. Tuttavia gli schizzi iniziali di Buss non convinsero il committente, ed il lavoro passò a Hablot Knight Browne. Buss rimase tuttavia un grande fan dell'autore, e realizzò molti quadri dedicati a lui. Il quadro non venne concluso per sopraggiunta dipartita dell'autore. Venne donato al Museo dal pronipote di Dickens nel 1930.

## Curiosità
Quest'opera ha ispirato il cantautore pugliese Caparezza per "Canzone a metà", contenuta nell'album Museica, che tratta il tema dell'incompiutezza. 